# کولگیت-پالمولیو

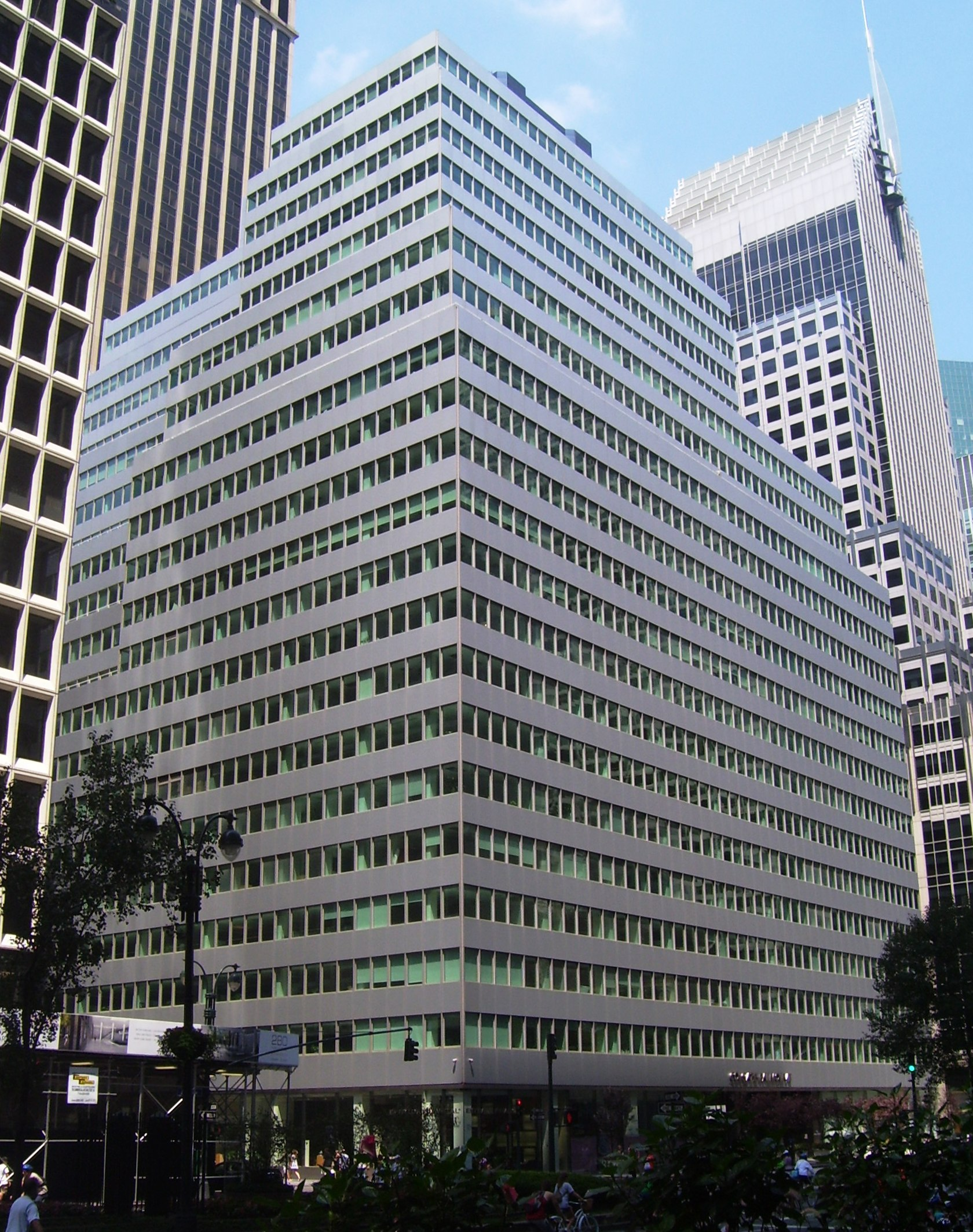
ساختمان مرکزی کولگیت-پالمولیو، در منهتن، نیویورک

کولگیت-پالمولیو (به انگلیسی: Colgate-Palmolive) شرکت مراقبت‌های شخصی آمریکایی است، که طیف وسیعی از لوازم آرایشی، بهداشتی، کالاهای لوکس مصرفی، شویندهها، محصولات پزشکی و دامپزشکی را تولید و توزیع می‌نماید.
ریشه‌های تاسیس شرکت کولگیت-پالمولیو به سال ۱۸۰۶ بازمی‌گردد، که شرکت کولگیت توسط ویلیام کولگیت راه‌اندازی شد و فرم کنونی شرکت نیز از ادغام شرکت های کولگیت و پالمولیو تاسیس گردید. این شرکت در حال حاضر یکی از بزرگترین تولیدکنندگان خمیردندان، صابون و مسواک جهان به‌شمار می‌آید. بزرگترین رقیب این شرکت در ایالات متحده، کمپانی پروکتر اند گمبل می‌باشد.
دفتر مرکزی این شرکت در شهر نیویورک، ایالات متحده آمریکا قرار دارد و سهام آن در بازار بورس نیویورک معامله می‌شود و جزئی از شاخص اس اند پی ۵۰۰ محسوب می‌شود.